# Stone (unité)
Pour les articles homonymes, voir Stone.
La stone est une unité de mesure de masse faisant partie des unités de mesure anglo-saxonnes utilisée au Royaume-Uni, en Irlande et dans les pays du Commonwealth. Elle est égale à 14 livres ou 6,350 293 18 kilogrammes. Son abréviation est « st ». Généralement, en anglais, le pluriel de stone ne comporte pas de s. L'unité était utilisée en Europe médiévale dans le système avoirdupois et était traduite en français anglo-normand par « pere », c'est-à-dire « pierre ».
Bien que la stone ne fasse plus partie du système officiel de mesure, elle est très fréquemment utilisée pour exprimer la masse corporelle au Royaume-Uni et en Irlande. Dans ces pays, les personnes expriment souvent leur masse en disant par exemple : je pèse « 11 stone 4 » (11 stone et 4 livres) plutôt que « 158 livres » (ce qui serait l’expression normale aux États-Unis ou au Canada).
C'était une unité utilisée dans le passé pour exprimer la masse des produits agricoles. Par exemple, les pommes de terre étaient vendues par multiple de stone ou de demi-stone.

## Équivalence
- 1 stone  = 14 livres = 6,350 kilogrammes